# Victor Morales
Victor H. Morales (nascido em 1 de novembro de 1943) é um ex-ciclista olímpico equatoriano. Representou sua nação em dois eventos nos Jogos Olímpicos de 1968.